# ريتشارد س. هارينجتون
ريتشارد س. هارينجتون (بالإنجليزية: Richard C. Harrington)‏ هو طبيب نفسي للأطفال ‏ وطبيب نفسي بريطاني، ولد في 22 أكتوبر 1956 في برمنغهام في المملكة المتحدة، وتوفي في 23 مايو 2004.